# Base aérienne 105 Évreux-Fauville
Pour les articles homonymes, voir Fauville.
La base aérienne 105 d'Évreux « Commandant Viot » de l'Armée de l'air et de l'espace française est située à 7 km à l'est d'Évreux dans le département de l'Eure.
Depuis sa création jusqu'à ce jour, la base a abrité des unités de transport aérien.

## Unités aériennes actuelles
Depuis le 27 août 2015 la base d'Évreux abrite trois escadres: 
- 64e escadre de transport recréée à cette même date ;
- escadre aérienne de commandement et de conduite projetable créée en 2015 ;
- groupe aérien mixte 56 Vaucluse, l'unité aérienne du service action de la DGSE.
- Escadre binationale Rhin/Rhein[3]

Du fait de la proximité de la base avec Paris, une partie du défilé aérien du 14 Juillet décolle régulièrement d'Évreux.
Quand il n'est pas utilisé, l'avion présidentiel est stationné à la base aérienne 105.

### Escadre bi-nationale de transport
La 62e escadre « Franche-Comté » réunira les escadrons de transport « Poitou » et « Franche-Comté » dans une organisation modernisée. L'escadre sera dotée dès la fin 2017 de nouveaux C130J. 
Les appareils incluent deux avions de ravitaillement en vol. La décision d’acquérir des C130J est due aux retards de développement de l’A400M. À partir de 2021, les avions de transport C130J de l'armée de l'air et de la Luftwaffe formeront une unité bi-nationale implantée sur la BA105.

## Autres activités aériennes
Les services de l'État réfléchissent à l'accueil de la compagnie aérienne Ryanair pour une liaison en partance de la base BA 105 "Ligne Évreux - Barcelone" en Boeing 737 ; le projet repose sur le développement d'une autre plateforme aéronautique que celle de Beauvais pour les vols low-cost.
La situation géographique de la base, à seulement 90 km de Paris peut être un atout pour désengorger l'aéroport de Paris-Beauvais. L'Armée de l'air n'y serait pas hostile. L'implantation d'une activité commerciale sur la base militaire d'Évreux est en discussion.

## Unités aériennes historiques
L'escadron avion 1/59 Bigorre, qui volait sur Transall Astarté, a été créé le 1er septembre 1987 et dissous le 2 juillet 2001.
L'escadron électronique 51 Aubrac a été créé le 1er avril 1976 et est initialement stationné sur la base aérienne de Brétigny-sur-Orge. Il est implanté sur la base aérienne 105 de décembre 1977 à juin 2005. Fermeture de l'escadron, le 15 juin 2005.

## Histoire

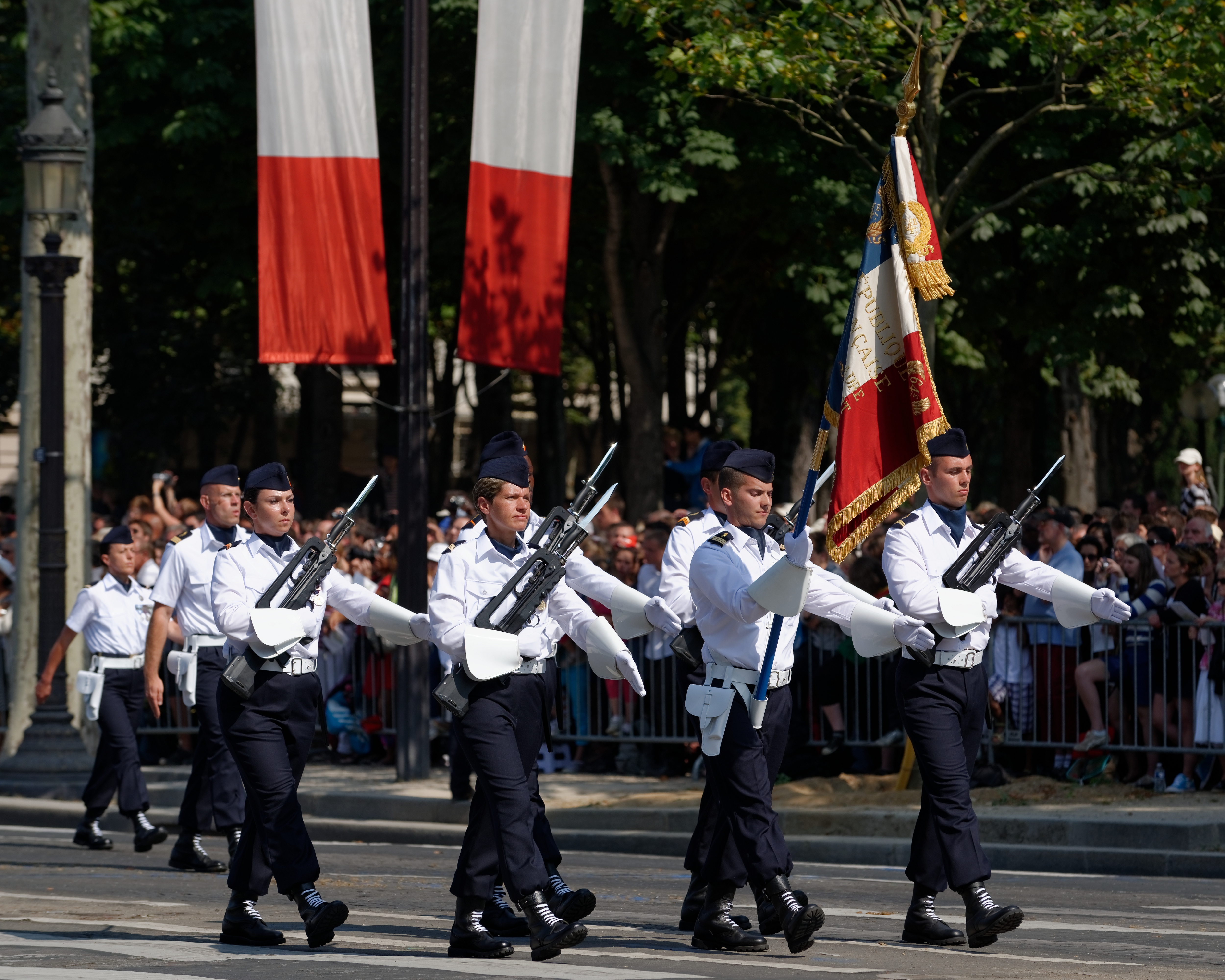
Garde au drapeau de la base aérienne 105, au défilé militaire du 14 Juillet sur les Champs-Élysées à Paris en 2013.

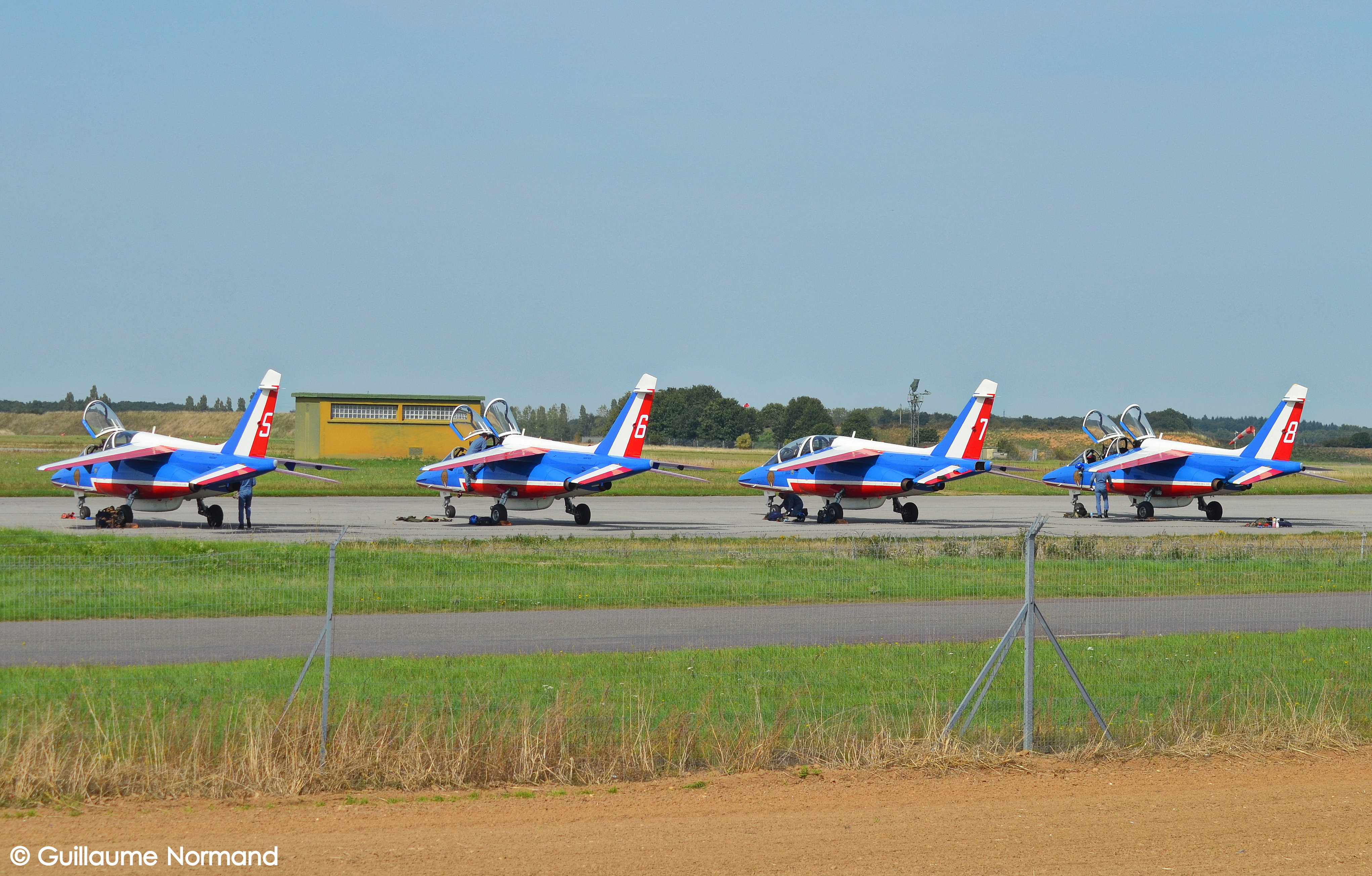
Des Alphajet de la Patrouille de France sur la base d'Évreux.

En 1912, le comité d'aviation d'Évreux préfigure la société civile d'aviation qui ouvre une halte aérienne en 1913. Le terrain est proche du Coudray.
En 1937, le ministère de l'air ouvre une école de pilotage militaire ; le terrain est transporté près de Fauville, tandis qu'au Breuil, la société Amiot implante des ateliers de montage et de mécanique d'avions.
En 1939, l'aéroclub de l'Eure commence ses activités ; Évreux est l'un de ses trois terrains. Paul Lemée contribue à son essor.
En 1940, après un temps de désintérêt pour ce terrain, les Allemands installent des pistes bétonnées et des aires de dispersion pour y positionner des unités de bombardement. Le 22 septembre 1943, les Américains bombardent sévèrement les installations.
En décembre 1942, avril 1943 et août 1944, le terrain est sévèrement bombardé. Les Allemands le quittent le 18 août 1944. Le terrain du Coudray accueille des prisonniers allemands.
En 1946, les activités civiles quittent Le Coudray pour Fauville.
En 1952, le terrain devient une base aérienne de l'OTAN en France ; la base est ainsi utilisée par l'United States Air Forces in Europe de 1952 à 1967. Plus de 9 000 militaires y travaillent.
La BA 105 est reprise par l'armée française, au départ des Américains. Le colonel Jean Bourguignat est affecté le 1er novembre 1967 comme commandant pour remettre la base en état.
Du 1er octobre 1951 au 31 décembre 1967, les élèves officiers de réserve de l'Armée de l'air sont formés à la base aérienne 720 Caen-Carpiquet. À la fermeture de la Base aérienne de Caen, fin 1967, la base aérienne 105 Évreux-Fauville a abrité le Groupement école GE 00.306, qui comprenait notamment l'escadron des élèves officiers de réserve (EEOR) de l'armée de l'air, intégré ensuite à l'escadron de formation des officiers (EFO). Les élèves officiers de réserve de l'armée de l'air y ont été formés, jusqu'à la professionnalisation des armées, en 2000.
Le GE 00.306, créé initialement sur la base aérienne 720 Caen-Carpiquet le 1er octobre 1957, regroupait plusieurs écoles :
- l'escadron de formation des officiers (EFO), regroupant l'escadron des élèves officiers de réserve (EEOR, anciennement, escadron des élèves officiers de réserve de l'armée de l'air, créé dans les années 1930 sur la base aérienne 702 Avord) et l'escadron des élèves officiers d'active (EFOA) ;
- l'escadron d'instruction du service général (EISG, anciennement division d'instruction du service général).

L'EEOR devenu EFO, de même que l'EISG, possédaient leurs insignes spécifiques d'unités :
- homologué n° A 516 pour l'EEOR puis EFO (voir élève officier de réserve) ;
- homologué n° A 947 pour l'EFOA ;
- homologué n° A 832 pour l'EISG.

L'insigne du GE 00.306 était également homologué sous le numéro A 1221 du Répertoire des blasons et insignes de l'armée de l'air.
En novembre 1967, l'escadron Béarn rejoint Évreux.
En 1968, l'escadron 2/64 Maine se concentre à Évreux ; il sera dissous en juillet 1977.
Le  1er juillet 1972 l'escadron de transport Bigorre stationne à Évreux.
Le 13 juin 1978, l'escadron Anjou, désigné 2/64 vient renforcer les unités déjà présentes sur le terrain.
Le 1er septembre 1987, l'Escadron 00.059 Astarté est affecté à Évreux.
La BA105 accueillait également le CIFC 40.301 Centre d'instruction des fusiliers commando de l'air, destiné à la formation des appelés du service national, jusqu’à la fin de l’incorporation obligatoire en 2000.
En 1997, les activités d'aéroclub sont déplacées à Saint-André-de-l'Eure.
À partir d’août 2016, la base accueille l'ensemble des Transall et des CASA CN-235 de métropole et son effectif est de 2 700 militaires.
En 2023, la base compte 2 300 personnes, militaires et civils, français et allemands, pour une montée en puissance opérationnelle jusqu'en 2024.

## Commandants de la base aérienne
- 1976-1978 : colonel Cristian Frénoy
- 1999-2002 : colonel Claude Baillet
- 2002-2005 : colonel Pascal Valentin[21]
- 2005-2008 : colonel Pascal Chiffoleau[22]
- 2008-2010 : colonel Hervé Bertrand[23]
- 2010-2013 : colonel Vincent Séverin[24]
- 2013-2015 : colonel Fabrice Féola[25]
- 2015-2017 : colonel Vincent Breton (lors de la cérémonie de création des deux nouvelles escadres du 27 août 2015)[2]
- 2017-2019 : colonel David Desjardins[26]
- 2019-2021 : colonel Sébastien Delporte.
- 2021-2023 : colonelle Solène Le Floch
- depuis le 1er septembre 2023 : colonel Christophe Piubeni[27].

## Cadets de la Défense
La base aérienne accueille par ailleurs un centre de cadets de la Défense.

## Publication
La base aérienne d'Évreux apparait dans les premières pages de Concerto pour pilotes, une bande dessinée de la série des Michel Vaillant, (création de Jean Graton en 1957). L'entrée de la base et son enseigne « Évreux-Fauville air base » figure en lettres majuscules sur la première planche. Cette bande dessinée a été publiée dans le Journal de Tintin en 1966 avant une sortie en album en 1968.

## Voir aussi

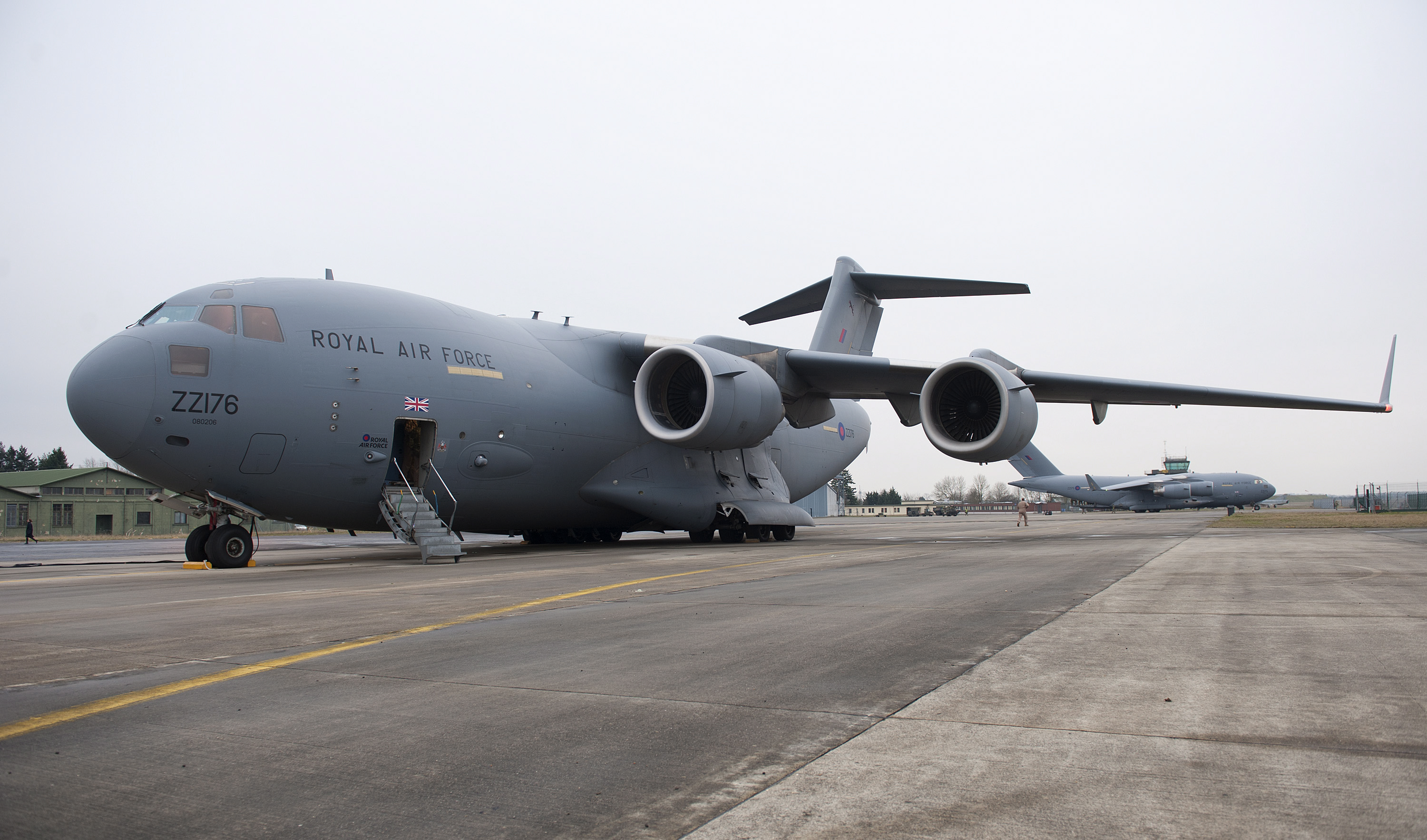
Des C-17 de la Royal Air Force sur la base d'Évreux en 2013.